# Annette Oxenius

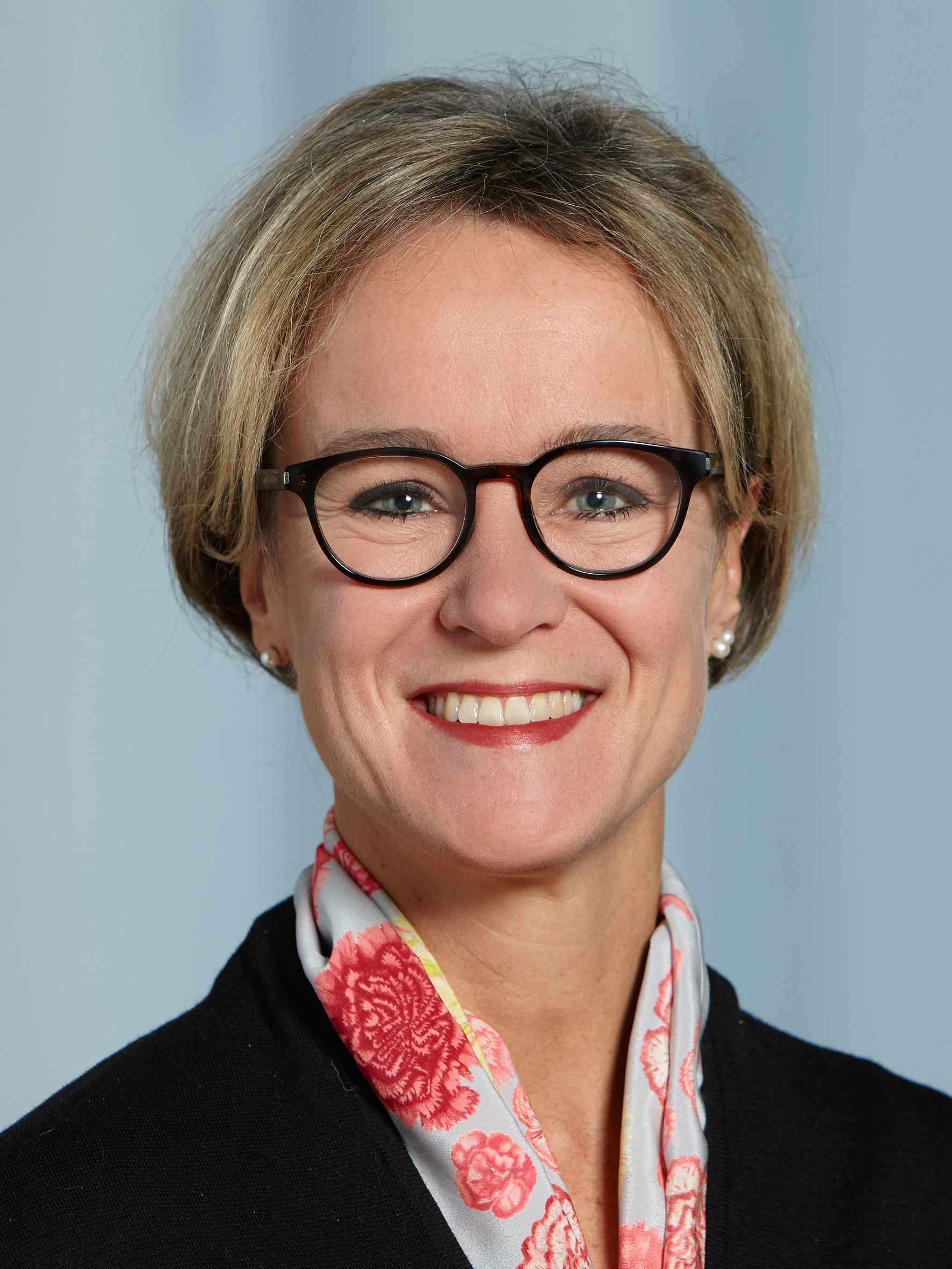
Annette Oxenius (2018)

Annette Oxenius (* 10. November 1968 in Uster) ist eine Schweizer Immunologin. Sie ist Professorin an der ETH Zürich und leitet das Labor für Infektionsimmunologie.

## Leben und wissenschaftliche Karriere
Oxenius ging in Zürich zur Schule und studierte von 1988 bis 1993 Biochemie, Molekularbiologie und Immunologie an der Universität Zürich. Sie dissertierte an der ETH Zürich am Institut für Experimentelle Immunologie im Labor von Hans Hengartner und Rolf Zinkernagel und erhielt 1997 ihren Doktortitel an der ETH Zürich. Nach einem kurzen Postdoc-Aufenthalt in Zürich arbeitete sie von 1999 bis 2002 an der Universität Oxford in Grossbritannien als Postdoc im Labor von Rodney Phillips. Seit 2012 ist Annette Oxenius ordentliche Professorin für Immunologie an der ETH Zürich. Sie leitet dort das Labor für Infektionsimmunologie. Seit Oktober 2020 ist Annette Oxenius Vorsteherin des Departementes Biologie an der ETH Zürich. Ab August 2025 übernimmt Annette Oxenius die Rolle als ETH-Vizepräsidentin für Forschung.
2022 erhielt Oxenius den Cloëtta-Preis und 2023 wurde sie als Mitglied der Sektion Mikrobiologie und Immunologie in die Nationale Akademie der Wissenschaften Leopoldina aufgenommen. 2023 wurde sie zum Mitglied der European Molecular Biology Organization gewählt.

## Forschung
Die Arbeitsgruppe von Annette Oxenius analysiert die körpereigene Abwehr bei viralen Infektionen, bei denen Erreger dauerhaft im Körper verbleiben (persistente Infektionen). Untersucht wird, wie das Immunsystem solche Erreger erkennt und auf sie reagiert. Ein Arbeitsbereich beschäftigt sich mit den für die Immunabwehr zentralen T-Zellen und B-Zellen. Ein zweiter Arbeitsbereich untersucht die Mechanismen, wie aktivierte T-Zellen unterschiedliche Nachkommen in Bezug auf deren Funktion und Langlebigkeit produzieren können. Ein dritter Arbeitsbereich beschäftigt sich mit der Regulation von T-Zellantworten.

## Mitgliedschaften und Mandate
- Vorsteherin Departement für Biologie an der ETH Zürich[4]
- Präsidentin der Sektion II der Forschungskommission der ETH Zürich
- Mitglied der Schweizerischen Gesellschaft für Allergologie und Immunologe (SSAI)
- Mitglied des wissenschaftlichen Beirates des Henrich-Pette-Institutes in Hamburg
- Vorstandsmitglied der Monique Dornonville de la Court Stiftung